# جيمس إدغار
جيمس إدغار (بالإنجليزية: James Edgar)‏ هو شخصية أعمال أمريكي، ولد في 1843 في إدنبرة في المملكة المتحدة، وتوفي في 1909 في ليكفيل في الولايات المتحدة.